# Heterobothrium affinis
Heterobothrium affinis är en plattmaskart. Heterobothrium affinis ingår i släktet Heterobothrium och familjen Diclidophoridae. Inga underarter finns listade i Catalogue of Life.